# Shaboozey
Collins Obinna Chibueze (Woodbridge, 9 de maio de 1995), conhecido profissionalmente como Shaboozey, é um cantor, compositor e produtor musical de música country dos Estados Unidos. Sua música combina elementos de hip hop, country, rock e Americana. Seu nome artístico surgiu a partir da pronúncia incorreta de seu sobrenome, Chibueze — uma palavra igbo que significa "Deus é rei" — por seu treinador de futebol no ensino médio.
Após o lançamento de seus dois primeiros álbuns, Lady Wrangler (2018) e Cowboys Live Forever, Outlaws Never Die (2022), Shaboozey ganhou reconhecimento ao participar de duas faixas do álbum Cowboy Carter (2024), de Beyoncé. Ele alcançou sucesso comercial com seu terceiro álbum, Where I've Been, Isn't Where I'm Going (2024), impulsionado pelos singles "A Bar Song (Tipsy)" e "Good News". O primeiro single permaneceu por 19 semanas no topo da Billboard Hot 100, igualando o recorde de "Old Town Road", de Lil Nas X, como a música com mais tempo em primeiro lugar na história da parada.

## Biografia
Collins Obinna Chibueze nasceu e em 9 de maio de 1995 na cidade de Woodbridge no estado da Virginia nos Estados Unidos. Seus pais são nigerianos da etnia igbo; seu pai era agricultor na Nigéria antes de ingressar na faculdade no Texas. Durante a infância, ele se inspirou nos videoclipes de hip-hop exibidos no programa 106 & Park, além do estilo de cowboy de seu pai e sua paixão pela música country.
No ensino fundamental, passou dois anos em um internato na Nigéria. Em 2013, formou-se na Gar-Field Senior High School, em Woodbridge, onde jogou futebol americano durante o primeiro ano. Na adolescência, Shaboozey planejava ser escritor, mas, ao concluir o ensino médio, já ganhava dinheiro gravando videoclipes e trabalhando com fotografia. Além disso, fazia pequenas apresentações musicais que lhe rendiam alguns dólares, o que o levou a seguir a carreira na música de forma mais séria.

## Carreira
Em 2014, Shaboozey lançou seu primeiro single, Jeff Gordon, em referência ao piloto da NASCAR de mesmo nome. A música, descrita como um trap minimalista com batida de piano sutil, começa com áudios sobrepostos de uma corrida da NASCAR. No mesmo ano, fundou a produtora V Picture Films, com o objetivo de atuar como escritor, diretor e produtor.
Em agosto de 2016, assinou um contrato de gravação e coedição com a Homeless Records, que posteriormente foi transferido para a Kreshendo Entertainment, divisão da Republic Records. Durante a vigência do acordo, cedeu 50% dos direitos sobre suas composições, encerrando o contrato em novembro de 2019.
Seu álbum de estreia, Lady Wrangler, foi lançado em outubro de 2018 pela Republic Records. No mesmo ano, Shaboozey colaborou com o cantor Duckwrth na canção Start a Riot, que acabou entrando na trilha sonora do filme Homem-Aranha no Aranhaverso e lhe trouxe reconhecimento nacional.
Seu segundo álbum, Cowboys Live Forever, Outlaws Never Die, foi lançado em outubro de 2022 pela Empire Distribution. O projeto explora a conexão entre o hip-hop contemporâneo e a música dos foras-da-lei do século XIX no Velho Oeste.
Em janeiro de 2024, após um membro da equipe de Beyoncé ouvir a então inédita A Bar Song (Tipsy), Shaboozey foi convidado para participar de duas faixas do álbum Cowboy Carter, lançado em março do mesmo ano. Em abril, A Bar Song (Tipsy) foi lançada como single, tornando-se um enorme sucesso e permanecendo por 19 semanas no topo da Billboard Hot 100, igualando o recorde de Old Town Road, de Lil Nas X.
Seu terceiro álbum, Where I've Been, Isn't Where I'm Going, chegou em maio de 2024, trazendo uma sonoridade mais voltada ao folk-pop com violões acústicos, diferenciando-se de suas influências iniciais de trap.
Em novembro de 2024, lançou o single Good News e se apresentou no show do intervalo do jogo de Ação de Graças entre Chicago Bears e Detroit Lions. No mês seguinte, foi atração musical no Saturday Night Live, onde performou A Bar Song (Tipsy) e Good News. Ainda em dezembro, subiu ao palco com Post Malone no Beyoncé Bowl 2024, durante o jogo de Natal entre Baltimore Ravens e Houston Texans.
Shaboozey recebeu indicações ao Grammy Awards 2025 nas categorias Música do Ano, Artista Revelação, Melhor Canção Country, Melhor Performance Solo Country e Melhor Performance de Rap Melódico.

## Discografia
| Título                                  | Detalhes |
| --------------------------------------- | --- |
| Lady Wrangler                           | - Lançamento: 5 de outubro de 2018 - Gravadora: Kreshendo, Republic - Formato: Download digital, streaming                            |
| Cowboys Live Forever, Outlaws Never Die | - Lançamento: 7 de outubro de 2022 - Gravadora: American Dogwood, Empire Distribution - Formato: Download digital, streaming          |
| Where I've Been, Isn't Where I'm Going  | - Lançamento: 31 de maio de 2024 - Gravadora: American Dogwood, Empire Distribution - Formato: Download digital, streaming, CD, Vinil |